# Museo Histórico y de Ciencias Naturales Monseñor Fagnano

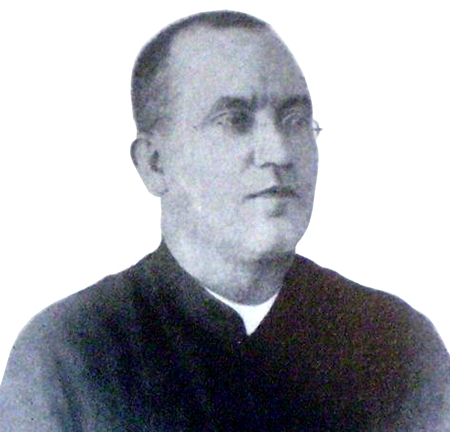
José Fagnano

El Museo Histórico y de Ciencias Naturales Monseñor Fagnano es un museo ubicado en la Misión Salesiana al norte de la ciudad de Río Grande, provincia de Tierra del Fuego, Antártida e Islas del Atlántico Sur.
Conserva la historia de la fundación de la Orden de Don Bosco hasta la fundación de la Misión Nuestra Señora de la Candelaria. Cuenta con material antropológico de los Onas y los Yámanas. El museo está compuesto por varias salas, exhibición al aire libre y tres edificios antiguos, declarados de Monumento Histórico de interés nacional en 1983.
Debe su nombre en honor al sacerdote católico de la orden salesiana Monseñor José Fagnano, quien fuera el primer Administrador Apostólico de la Patagonia Meridional, Tierra del Fuego y Malvinas con sede en Punta Arenas.

## Exhibición al aire libre
Cuenta un grupo de carretas y carretones. También hay un grupo de maquinarias de labranza del campo de uso antiguo y una réplica de las chozas usadas por los selknam.

## Sector de Ciencias Naturales
Posee un vivero de plantas y de flores naturales varias. Además, presenta una colección de taxidermia de numerosas aves, mamíferos y roedores. Posee una colección numerosa de aves de la zona, y mamíferos. Se ven, por ejemplo, cóndores, pingüino emperador, rey de magallanes de frente amarillo y de penacho amarillo.
También posee una colección de moluscos de Tierra del Fuego. Y una cría de lobo marino y de elefante marino. Hay huesos de cetáceos y fósiles de animales prehistóricos y vegetales.

## Sector de Historia
Otro sector está dedicado a la Historia y la Antropología, en ella se exhiben objetos pertenecientes a los aborígenes, como puntas de flecha y diversos utensilios y herramientas. También posee información sobre los salesianos en la Patagonia Argentina, Monseñor Fagnano, el barco Amadeo, la goleta María Auxiliadora, Luis Piedrabuena, etc.